# Comuna Vizantea-Livezi, Vrancea
Vizantea-Livezi este o comună în județul Vrancea, Moldova, România, formată din satele Livezile (reședința), Mesteacănu, Piscu Radului, Vizantea Mănăstirească și Vizantea Răzășească.

## Așezare
Comuna se află în zona de nord a județului, în valea râului Vizăuți. Este străbătută de șoseaua județeană DJ205E, care o leagă spre nord de Câmpuri și spre sud-est de Vidra (unde se intersectează cu DN2D), Țifești, Garoafa (unde se intersectează cu DN2) și mai departe în județul Galați de Movileni.

## Demografie
Componența etnică a comunei Vizantea-Livezi
     Români (94,88%)
     Alte etnii (0,14%)
     Necunoscută (4,98%)
Componența confesională a comunei Vizantea-Livezi
     Ortodocși (62,06%)
     Romano-catolici (32,07%)
     Alte religii (0,77%)
     Necunoscută (5,09%)
Conform recensământului efectuat în 2021, populația comunei Vizantea-Livezi se ridică la 3.614 locuitori, în scădere față de recensământul anterior din 2011, când fuseseră înregistrați 3.793 de locuitori. Majoritatea locuitorilor sunt români (94,88%), iar pentru 4,98% nu se cunoaște apartenența etnică. Din punct de vedere confesional, majoritatea locuitorilor sunt ortodocși (62,06%), cu o minoritate de romano-catolici (32,07%), iar pentru 5,09% nu se cunoaște apartenența confesională.

## Politică și administrație
Comuna Vizantea-Livezi este administrată de un primar și un consiliu local compus din 13 consilieri. Primarul, Ciprian Olariu[*], de la Partidul Național Liberal, este în funcție din 1 noiembrie 2024. Începând cu alegerile locale din 2024, consiliul local are următoarea componență pe partide politice:
|  | Partid                    | Consilieri | Componența Consiliului | Componența Consiliului | Componența Consiliului | Componența Consiliului | Componența Consiliului | Componența Consiliului | Componența Consiliului | Componența Consiliului | Componența Consiliului | Componența Consiliului | Componența Consiliului | Componența Consiliului |
|  | ------------------------- | ---------- | ---------------------- | ---------------------- | ---------------------- | ---------------------- | ---------------------- | ---------------------- | ---------------------- | ---------------------- | ---------------------- | ---------------------- | ---------------------- | ---------------------- |
|  | Partidul Național Liberal | 12         |                        |                        |                        |                        |                        |                        |                        |                        |                        |                        |                        |                        |
|  | Partidul Social Democrat  | 1          |                        |                        |                        |                        |                        |                        |                        |                        |                        |                        |                        |                        |

## Istorie
La sfârșitul secolului al XIX-lea, pe teritoriul actual al comunei funcționau în județul Putna comunele Vizantea (în plasa Zăbrăuți) și Găurile (în plasa Vrancea). Comuna Vizantea, formată din satele Vizantea Mănăstirească și Vizantea Răzășească, avea 1043 de locuitori, două biserici și o școală mixtă. Comuna Găurile era formată din satele Găurile, Piscu Radului și Purcei și avea 1362 de locuitori ce trăiau în 336 de case. În comuna Găurile existau trei biserici.
Anuarul Socec din 1925 consemnează ambele comune în plasa Vidra a aceluiași județ, cu aceeași alcătuire. Comuna Vizantea avea 1900 de locuitori, iar comuna Găurile — 1364.
În 1950, cele două comune au fost arondate raionului Panciu din regiunea Putna, apoi (după 1952) din regiunea Bârlad și (după 1956) din regiunea Galați. În 1964, satul și comuna Găurile au luat numele de Livezile, iar satul Purcei a luat denumirea de Mesteacănu. În 1968, comunele au fost transferate la județul Vrancea și au fost contopite, formând comuna Vizantea-Livezi, cu reședința în satul Livezile.

## Monumente istorice
În comuna Vizantea-Livezi se află fosta mănăstire Vizantea, monument istoric de arhitectură de interes național datând din secolul al XVII-lea. Ansamblul monumental cuprinde biserica nouă „Sfânta Cruce” construită în 1850–1854, turnul cloponiță și zidul de incintă.

## Personalități născute aici
- Cornel Coman (1936 - 1981), actor.